# 后印刷时代
后印刷时代（the Post-Print age或the Post-Typographic era），指示着从20世纪70年代开始直至今天的这样一个时期。在这个时期里，随着数碼技术的不断发展，文本以及图像的传播渐渐摆脱了对于传统印刷方式的依赖，开始更多地应用电子媒介或者多媒体的手段，以一种“实时的”、“显示的”、“虚拟的”以及“可编辑的”方式加以流传。
表面上，这只是一种在文本以及图像的传播方式上所发生的改变。但在本质上，这样一种新的传播方式的出现，不仅改变了文本写作和图像创造的传统模式，也改变了广义上的作者和读者之间的关系，并进一步深入至社会现实生活与精神生活的各个方面，塑造出一种人类认识世界和理解世界的新方式，改变着人和世界的种种关系。